# クロピドール
クロピドール（英：Clopidol）は有機化合物であり、動物用医薬品として使用される抗コクシジウム剤である。工業的にはデヒドロ酢酸から多段階プロセスで生産される。
アメリカ労働安全衛生研究所はクロピドールの推奨される暴露限度（REL）を、総曝露で10mg/m3 TWA（時間加重平均）、呼吸器暴露で5mg/m3 TWA、短期暴露で20mg/m3 に設定している。労働安全衛生局は許容暴露限界（PEL）として呼吸器のPELはRELと同じであるが、総暴露限界値は15mg/m3と設定している。